# Javier Elizondo
Javier Aníbal Elizondo (* 31. Oktober 1982 in Laprida, Provinz Buenos Aires) ist ein ehemaliger argentinischer Fußballspieler auf der Position des Mittelstürmers.

## Karriere
Javier Elizondo begann seine Karriere bei Huracán de Tres Arroyos, wurde aber in der Zeit von 2002 bis 2007 an unterklassige Mannschaften in Argentinien und Chile verliehen. Im Jahr 2008 wechselte der Stürmer fest zum Zweitligaverein Santamarina. 2009 wechselte Elizondo nach Chile zu Deportes La Serena. Nach 10 Toren in 18 Ligaspielen wurde der mexikanische Klub Querétaro FC auf Elizondo aufmerksam. Dort konnte er sich aber nicht nachhaltig durchsetzen und kam nach Chile zurück, wo er erst für CD Huachipato, dann für CD Cobreloa und für Deportes Antofagasta spielte. In der Transición 2013 wurde er Ligatorschützenkönig. 2015 ging Elizondo zu Audax Italiano und 2016 zu Curicó Unido, mit dem er 2016/17 chilenischer Zweitliga-Meister wurde. Trotz des Aufstiegs seines Klubs ging er zurück zu seinem Lieblingsklub Huracán de Tres Arroyos, bei dem er im Januar 2022 seine Karriere beendete.

## Erfolge
Curicó Unido
- Chilenischer Zweitliga-Meister: 2016/17

## Auszeichnungen
- Torschützenkönig der chilenischen Primera División: Transición 2013